# حوزة طهران العلمية
حوزة طهران العلمية
يعود تأسيس حوزة طهران العلمية إلى ما بعد اختيار السلطان القاجاري الـ «آقا محمد خان» مدينة طهران عاصمة لحكومته في إيران، حيث هاجر إليها الكثير من العلماء والطلاب لتدريس وتلقّي العلوم الدينية، ثم أخذت تنمو وتزدهر خلال حكم القاجاريين حتى بلغ من توسعتها- حسب بعض الإحصائيات- في فترة حكم ناصر الدين شاه القاجاري أن تحولت أغلب المساجد الموجودة في طهران والبالغ عددها 47 مسجداً إلى مدارس دينية أو ضمت إلى جانبها مدارس لغرض استقطاب الطلبة، هذا فضلاً عن وجود 35 مدرسة دينية مستقلة. فيما بلغ عدد الطلبة المسجلين فيها 1463 طالباً.
وتمثل المدرسة الطهرانية حلقة الوصل بين الحوزات العلمية الكبرى كالنجف وكربلاء وأصفهان وبين الحوزات الفرعية الموجودة في شتّى المدن الإيرانية. يتلقى طلاب المدرسة الطهرانية علومَ اللغة العربية والأدبَ الفارسي والفقهَ وأصول الفقه وتفسير القرآن فضلأ عن العلوم التطبيقية والتجريبية. احتضنت المدرسة الطهرانية الكثير من الأعلام والفقهاء منهم: محمد حسن الآشتياني، والحاج المولى علي الكني، والشيخ فضل الله نوري، ومحمد تقي الآملي، والسيد أحمد الخوانساري، ومحمد مهدي إلهي قمشه اي وأبو الحسن الشعراني.
كان للمدرسة الطهرانية مشاركة واسعة ودور فاعل في الكثير من الوقائع السياسية: كثورة التنباك، وحركة المشروطة، والوقوف بوجه حركة رضا شاه الإقصائية التي أراد منها إقصاء الدين عن الساحة على جميع المستويات، فضلأ عن دورها الفاعل إبّان تأميم النفط، وثورة الخامس عشر من خرداد [السادس من حزيران]، وقد بلغت قمة نشاطها السياسي مساهتمها الكبيرة في دعم وإسناد الثورة الإسلامية في إيران والوقوف إلى جانب الإمام الخميني (ره) في حركته الثورية والنهضوية.
وكان آية الله الشيخ مجتبى الطهراني هو آخر مراجع التقليد الذين سكنوا طهران في العقود الأخيرة.

## نبذة تاريخية

### عصر السلطان فتح علي شاه
بعد أن اختار السلطان آقا محمد خان القاجاري عام 1200، مدينة طهران مركزاً لحكمه وعاصمة لبلاد إيران، وبعد تطور المدينة وتوسعها عمرانيا وسكانياً على يد السلطان فتح علي شاه (1212- 1250هـ) وما تلاها من العقود، شهدت طهران تأسيس الكثير من المساجد والمدارس العلمية.
ونتيجة لسياسة التطور التي اعتمدها السلطان محمد شاه والاهتمام الكبير الذي أبداه تجاه مدينة طهران وخاصة بعد تصدّر الحاج ميرزا آقاسي، شدّ الكثير من فضلاء رجال الدين في الحوزات الأخرى الرحالَ صوب المدينة بعد أن وجدوا أن الظروف مواتية للالتحاق بالمدرسة الطهرانية، ولم تمض فترة طويلة حتى تحولت المدرسة الطهرانية إلى مدرسة كبيرة إلى جوار ضريح السيد عبد العظيم الحسني الواقع في مدينة الري. ثم أخذت حركة المدرسة الطهرانية بالنمو والارتقاء رويداً رويداً وخاصة إبّان الحكم القاجاري ويشهد لذلك كثرة المنتسبين الذين ضمتهم أروقة هذه المدرسة.

### عصر ناصر الدين شاه
تشير بعض الإحصائيات إلى أن مدينة طهراني كانت تحتوي في عصر السلطان ناصر الدين شاه القاجاري (1264- 1313هـ) على 47 مسجداً الكثير منها تتوفر على مدراس علمية، فضلأ عن وجود 35 مدرسة علمية تضم ما يقرب من 1463 طالبا. ثم أخذ عدد الطلاب بالازدياد حتى بلغ عدد المنتسبين والمؤيدين إلى حركة المشروط فقط في عصر مظفر الدين شاه (1313- 1324هـ) أكثر من ألف طالب. بل بلغ الأمر بالمدرسة الطهرانية في تلك البرهة الزمنية أن تتقدم على المدرسة القمّية من حيث الأهمية حيث تمكنت من أن تستقطب إليها الكثير من طلاب العلوم الدينية من شتى المدن الإيرانية. وهذا ما تعكسه الأسماء والألقاب للكثير من العلماء القاطنين في طهران في العصر الناصري؛ إذ لقّب غالب طلابها وأساتذتها بأسماء مدنهم التي نزحوا منها.

### حلقة الوصل بين الحوزات الكبرى والفرعية
مثلّت المدرسة الطهرانية حلقة الوصل بين المدارس الفرعية والمدارس العلمية الكبرى كالمدرسة النجفية والكربلائية والأصفهانية. ويشهد لذلك رصد تاريخ وتراجم العلماء الذي يؤكد لنا أن الكثير من طلاب المدرسة الطهرانية توجّه صوب تلك المدارس الكبرى بعد أن أمضوا مراحل المقدمات والسطوح في طهران، وهناك نالوا درجة الاجتهاد التي تعدّ أرفع الدرجات العلمية في الوسط العلمي. وقد اختار البعض منهم البقاء هناك فيما شدّ الكثير منهم الرحال عائدين إلى مدنهم التي انطلقوا منها، ومنهم من قرر العودة إلى المدرسة الطهرانية لممارسة دوره التربوي والتعليمي في مرحلة السطوح. بل تسنّم البعض منهم مقام المرجعية الدينية والزعامة العامّة.

## المدارس العلمية
كان المنهج المتبع في التعاطي مع العلوم الدينية- فضلأ عن بيوت العلماء والمراجع- يتم في المدارس المُعَدّة لهذا الغرض. ويمكن تقسيم تلك المدارس وفق الحقب الزمنية التي مرّت بها بدءاً بالمدراس التي سبقت العصر القاجاري، مرورا بالمدراس التي شيّدت في بدايات العصر القاجاري وحتى حكومة السلطان ناصر الدين شاه (1264هـ) ثم عصر ناصر الدين الشاه الذي امتد خمسين عاماً، وأخيراً المدراس التي شيّدت بعد العصر الناصري. فضلأ عن عدد قليل من المدارس التي أسست في العصر البهلوي أو ما بعد انتصار الثورة الإسلامية.

### ما قبل العصر القاجاري
من أبرز المدارس التي شيّدت قبل العصر القاجاري مدرستان هما مدرسة حكيم هاشم والمدرسة الرضائية، وكلاهما يعود تاريخ تأسيسهما إلى القرن الثاني عشر القمري.
1. مدرسة حكيم هاشم؛ سميت باسم مشيدها حكيم هاشم الذي قام بإرساء قواعدها في أواخر العصر الصفوي، وقامت بإعادة إعمارها في العصر القاجاري أمّ السلطان ناصر الدين شاه «مهد عليا» المتوفاة سنة 1290هـ ق، ومنذ ذلك الحين اشتهرت باسم مدرسة مادر شاه (أي مدرسة أمّ الشاه).[5] ويُعدّ الشيخ محمد جعفر الإسترآبادي المعروف بشريعتمدار (المتوفى سنة 1263هـ) من أبرز العلماء الذين اختاروا التدريس والسكن في تلك المدرسة بطلب من السلطان فتح علي شاه، بعد أن كان يمارس دوره الديني في مدينة قزوين الواقعة وسط إيران، حيث تمكن من تربية ثلة من الطلاب يقع في مقدمتهم نصر الله الأسترآبادي والميرزا محمد الأندرماني وجعفر بن محمد طاهر النوري.[6]
2. مدرسة الرضائية نسبة إلى المولى آقا رضا الفيروزآبادي المتوفى سنة 1117هـ ق.[7] وهي المدرسة التي إنتسب إليها الفقيه المعروف أبو الحسن الطهراني المتوفى سنة 1272هـ ق قبل أن يشد الرحال صوب مدينة أصفهان ومنها إلى العراق، وكان قد نهل من نمير العالم المعروف والمدرس الشهير السيد آقا في مرحلة المقدمات.[8]

### قبل العصر الناصري
من بين المدارس التي شيدت في بدايات العصر القاجاري وقبل تسنّم ناصر الدين شاه سدّة الحكم، مجموعة من المدارس منها مدرسة مروي، ومدرسة صدر ودار الشفاء.
1. أسس الميرزا شفيع الصدر الاعظم لحكومة فتح علي شاه ما بين سنة 1215 إلى 1234هـ ق، مدرسة الصدر الواقعة مقابل مسجد الإمام، ومن هنا اشتهرت المدرس باسم مدرسة شفيعي.[9] وكان من أبرز أساتذتها الحكيم الكبير الميرزا محمد رضا قمشه إي المتوفى سنة 1348هـ وتلامذته المير شهاب الدين النيريزي الشيرازي المتوفى سنة 1320هـ ق والميرزا محمود كهكي القمي المتوفى سنة 1346هـ ق والمتخلّص بـ«رضوان».[10]

ومن سكنة المدرسة السيد أشرف الدين الجيلاني الشاعر المعروف والمشهور بنسيم الشمال والذي اهتمت نشرية نسيم الشمال بنشر قصائده. كما تصدى الفيلسوف والفقيه المعروف الشيخ عبد الحسين الرشتي المتوفى سنة 1373هـ ق لإلقاء محاضراته ودروسه العلمية في مجال اللغة والأدب فيها لمدّة عام كامل وذلك قبل توجهه إلى النجف سنة 1323هـ ق.
1. مدرسة دار الشفاء، وتعدّ من المدارس المعروفة في تلك الفترة؛ وإنما سميت بدار الشفاء لأنّ السلطان فتح علي شاه كان قد شيّدها أولاً كمستوصف صحي ثم تحولت إلى مدرسة دينية.[13] وذكر الشيخ آقا بزرك الطهراني [14] أن الشيخ رمضان اَلَموتى سكن المدرسة سنة 1236هـ ق، وسكنها أيضا أبو الحسن جلوة المتوفى سنة 1314هـ ق عدة سنين.[15] تخرج منها الكثير من الطلاب كان في مقدمتهم الميرزا طاهر المنشي الأصفهاني المتخلص بـ«شعرى» والملقب بـ«ديباجه نكار» (1224-1270هـ) صاحب الكتاب الأدبي الموسوم بـ «كنج شايكان».[16] وكان الشيخ محمد حسن الطالقاني (1287- 1371هـ) من جملة المشايخ الذين تصدّوا لتدريس مادة الفقه والأصول فيها.[17]
2. ومن المدارس الطهرانية القديمة مدرسة برهان، ويظهر أنها شيدت من قبل السلطان فتح علي شاه، وهي نفس المدرسة التي سكنها الحاج الميرزا آقاسي بعد وفاة محمد شاه (1264هـ) وقبل مجيئ السلطان ناصر الدين شاه إلى طهران قادما من بيم جان. في العصر البهلوي قام الشيخ علي أكبر برهان هـ ش إمام مسجد «لرزاده» الواقع في شارع خراسان والمتوفى سنة 1339هـ ق بإعادة عمارتها بصورة كاملة.[18] وقد تصدي لإدراتها تلميذ آية الله السيد البروجردي الشيخ محمود علائي (المتوفى سنة 1365 ش) فضلا عن تصديه لكرسي التدريس والقاء الدروس فيها.[19]

### في عهد ناصر الدين شاه
شيّد في فترة حكم السطان ناصر الدين شاه الكثير من المدارس في مدينة طهران، منها:
1. مسجد- مدرسة شيخ العراقين المعروفة اليوم باسم مدرسة ومسجد الترك أو الآذربايجانيين، والتي تقع في السوق القديم. شيدها شيخ العراقين الحاج عبد الحسين بالأموال التي أوصى بها أمير كبير سنة 1270هـ ق، وقد ضمّ إليها 26 محلا تجارياً كموقوفات تابعة للمسجد والمدرسة.[20]
2. المدرسة الآصفية، وهي من المدارس التي شيدت في العصر الناصري وقام بتشييدها الحاج محمد قلي خان آصف الدولة بالاموال التي أوصى بها الميرزا أبو الحسن خان وزير خارجية حكومة ناصر الدين شاه، وذلك في سنة 1277ه ش في وسط سوق طهران المعروف بالبازار.[21] وممن سكنها وتلمذ فيها العالم الكبير وصاحب المشاريع الخيرية آية الله السيد رضا الفيروزآبادي المتوفى سنة 1344 هـ ش وهو الذي شيد مستشفى الفيروزآبادي في مدينة الري.[22]
3. من المدارس التي شيدت في تلك الفترة مدرسة خازن الملك التي أوقفها الحاج رحيم خازن الملك في سنة 1295هـ ق.[23] وقد تعاقب على إدارتها شخصيات من آل الآشتياني. وكان المولى محمد تقي الآملي المتوفى سنة 1391هـ ق قد أنهى المقدمات في تلك المدرسة.[24]
4. مدرسة معيّر الممالك (دوستعلي خان)، هي الأخرى من المدارس التي شيّدت في العصر الناصري. وقد تكفل بتشييدها سنة 1290هـ وفي أخريات حياته دوست علي خان معيّر الممالك وصاحب المناصب المهمة في العصر القاجاري، وذلك بالقرب من ضريح السيد نصر الدين وأوقف لها مساحات واسعة من الأرض والمحال التجارية والحمامات.[25] ومن أبرز مدرسيها الفقيه الكبير الشيخ محمد صادق الطهراني المتوفى سنة 1314هـ ق وأخوه المولى محمد الطهراني، وقد تخرّج عليهما الكثير من الطلاب.[26] ومن مدرسيها السيد صالح الخلخالي المتوفى سنة 1306هـ ق من مبرزي تلامذة الحكيم جلوه؛ ومنهم الفقيه اللامع الشيخ علي المدرس الطهراني المتوفى سنة 1374هـ ق الذي كان من مبرزي تلامذة الميرزا محمد تقي الشيرازي والآخوند الخراساني.[27] وممن تلمذ فيها الشيخ مهدي عبد الرب آبادي المشهور بشمس العلماء ومن مؤلفي (نامه دانشوران ناصري) موسوعة تعنى برصد علماء العصر الناصري.[28]
5. مدرسة الصنيعية أو مدرسة الحاج أبي الحسن، هي الأخرى من المدارس التي شيّدت في العهد الناصري بمساعٍ من الحاج أبي الحسن الأصفهاني الملقب بصنيع الملك وصاحب منصب معمار باشي گري [المعمار]، وقد تمّ الفراغ منها سنة 1303هـ ق.[29]
6. المدرسة الكاظمية، شيّدها الميرزا السيد كاظم مستوفي الإسطبلات الملكية، ومن مدرسيها المعروفين علي أكبر مجتهد التفريشي.[30]
7. مدرسة الدانجي، وتعدّ من أهم المدارس في العهد الناصري، قام بتشييدها السيد جعفر اللاريجاني.[30] وكان من كبار مدرسيها الميرزا حسن الكرمانشاهي المتوفى سنة 1336هـ ق الذي تصدى لتدريس الفلسفة والحكمة بعد رحيل أستاذه أبو الحسن جلوه.[31] وممن تلمذ وسكن مدرسة الدانجي الفقيه الطهراني الشيخ داوود لاريجاني المتوفى بعد سنة 1315هـ ق والآقا بزرك الطهراني.[32]
8. المدرسة المنيرية، هي الأخرى من مدارس العصر الناصري والمجاورة لمرقد السيد ناصر الدين في شارع خيام، وهي إحدى الأبنية التي شيّدها حاكم طهران أمير النظام، وقد أكملت عمارتها وتشييدها أخته «منير السلطة» زوجة ناصر الدين شاه، وتم الفراغ منها وافتتاحها ضمن مراسم خاصة سنة 1311هـ ق.[33] ومن أشهر مدرسيها الحكيم المبرّز المولى محمد الهيدجي المتوفى سنة 1314هـ ق والفقيه والفيلسوف والرياضي المعروف الميرزا إبراهيم بن أبي الفتح الزنجاني المتوفى سنة 1351هـ ق. وممن تلمّذ فيها الفلكي والرياضي الـ آقا برزك الطهراني.[34]
9. يضاف إلى ذلك أن هناك مجموعة من المساجد والمدارس التي شهدها العصر الناصري منها مدرسة سبهسالار، وعبد الله خان، والفتحية، ومدرس الـ آقا رضاخان ومدرسة النياكي.[35]

### ما بعد العصر الناصري
تقهقر تشييد المدارس العلمية في الفترة التي تلت العصر الناصري. ومن هنا نجد المؤرخ حسن خان  لم يشر بعد استعراضه للمدارس الكثيرة التي شيّدت قبل وأثناء العهد الناصري، الا لمدرسة واحدة شيّدت في هذه الحقبة وهي المدرسة المحمودية التي أسسها السيد محمود الجواهري سنة 1325 في طهران منطقة سر جشمه. ومن أبرز مشايخها وأستاذتها الشيخ عبد النبي النوري المتوفى سنة 1344هـ ق، وقد كان آنذاك من مراجع التقليد في طهران، والأستاذ المبرز في مادتي الفقه وأصوله.

### ما بعد سقوط رضا شاه
بعد سقوط حكومة رضا خان التي مارست شتى أنواع العنف والمراقبة الصارمة للحركة الدينية والحوزوية قام الشيخ علي أكبر برهان المتوفى سنة 1339 هـ ش في العقد الثالث من القرن الرابع عشر الهجري هـ. ش. بتأسيس مدرسة لرزاده. وهي التي سكنها المجتهد الخراساني المعروف الميرزا علي آقا فلسفي أثناء عودته من النجف ومروره بطهران، وتصدى خلال إقامته فيها لتدريس كتاب كفاية الأصول للآخوند الخراساني.

## المواد الدراسية
يتلقّى الطالب في المدرسة الطهرانية جميع العلوم التي يتلقّاها طلاب المدراس العلمية الأخرى كالفقه وأصوله والفلسفة وتفسير القرآن، فضلا عن الأدب بشقيه الفارسي والعربي، ويتصدى علماء كبار وفقهاء للتدريس والقاء المحاضرات العلمية وممارسة البحث والتحقيق في القضايا الدينية على جميع المستويات.

### الأدب وعلوم اللغة

#### الأدب العربي
من أبرز أساتذة الأدب العربي في المدرسة الطهرانية، كل من:
- المولى محمد هزار جريبي المشهور بـ «سيبويه» والمتوفى سنة 1298هـ ق وكان الأستاذ المبرّز في مادة الأدب العربي.[40]
- الفقيه الكبير الشيخ علي الأسترآبادي المتوفى سنة 1315، صاحب كتاب البُرْد اليماني في ألفاظ المعاني.[41]
- الحاج الميرزا أبو الفضل الطهراني، من تلامذة الميرزا الشيرازي، فهو فضلا عن تبحّره بتدريس مقدمات العلوم كان ضليعا بعلوم اللغة والأدب العربي وكان أستاذاً لا يشقّ له غبار في علوم اللغة العربية، بل كان مجتهداً قبل الهجرة إلى العراق، وذلك بشهادة الحاج المولى علي كني سنة 1300هـ ق الذي خاطب الحاج ميرزا أبو الفضل لما أراد الالتحاق بالحوزة العلمية في العراق قائلا له: أنت فقيه مسلّم به في كافة العلوم وفي غنى عن الذهاب إلى هناك. وبعد أن أمضى الميرزا فترة هناك عاد سنة 1310ه إلى طهران ليتصدى لتدريس العلوم الدينية في مدارسها.[42] له ديوان شعر باللغة العربية صدر سنة 1369ه بتصحيح المحدث الأرموي.
- محمد حسين الجرجاني المعروف بشمس العلماء والملقّب بجناب (المتوفى سنة 1353ه) من تلامذة الميرزا الآشتياني والمولى على كني والحاج الميرزا أبو الفضل الطهراني والحاصل على إجازة الرواية منهم.[43] كان الجرجاني من المتضلعين بالأدبين العربي والفارسي وله مصنفات كثيرة منها: أبدع البدائع في علم البديع، وهو كتاب سلس وعميق مشحونا بالأمثلة الجميلة، ومنها كتاب «نور الحدقة ونور الحديقة» في علم العروض، وله أكثر من ثلاثين ألف بيت من الشعر باللغتين الفارسية والعربية.[44]
- ومن مشايخ وأستاذة الأدب المتاخرين في المدرسة الطهرانية: غلام حسين خيري الدامغاني، محمد علي أديب الطهراني، وباقر بن محمد رفيع الطهراني المعزي. وقد تلمّذ الآقا بزرك الطهراني مع ما يقرب من عشرين طالبا على يد الشيخ باقر المعزي الطهراني.[45]

#### الأدب الفارسي
اهتمت المدرسة الطهرانية بالأدب الفارسي إلى جنب الأدب العربي، وكانت لها في هذا المجال مساهمات كبيرة وثمار رائعة خدمت خلالها المسيرة العلمية على شتّى الصعد، ومن أشهر أساتذة الأدب الفارسي الذين تركوا بصمات واضحة في المدرسة الطهرانية:
- الشيخ حسن التنكابني من علماء القرن الثالث عشر كان ماهراً في صناعة الشعر وضليعا بالأدب الفارسي.[46]
- الميرزا مصطفى الآشتياني المعروف بافتخار العلماء المتوفى سنة 1327هـ ق، ابن الميرزا حسن الآشتياني، كان أديباً ويتخلص في شعره بـ «صهبا»، له منظومة استعرض فيها الحوادث التي وقعت إبّان خلافة علي  على غرار الشاهنامه تحت عنوان «منظومة افتخار نامه حيدري».[47]
- ومن مبرّزي الأدب الفارسي في المدرسة الطهرانية كل من خوشدل الطهراني شاعر عصر المشروطة والطالب في مدرسة مروي، ومنهم السيد عبد الرحيم الخلخالي المتوفى سنة 1361هـ ق والسيد نصر الله التقوي.

#### الفقه وأصول الفقه
تأثرت المدرسة الطهرانية في مادتي الفقه والأصول كثيرا بالمدرسة النجفية وقليل من المدرسة الأصفهانية، فكان لتلامذة وأعلام الحوزة النجفية والسامرائية الكبار كالشيخ مرتضى الأنصاري والآخوند الخراساني والسيد محمد كاظم اليزدي والميرزا الشيرازي الدور الكبير في نقل تلك المعارف والعلوم المعمقة إلى المدرسة الطهرانية، حيث نقلوا تراث مشايخهم وأساتذتهم الكبار إلى طلبتهم في المدرسة الطهرانية، فضلا عن التحقيق والخوض في غمار البحث الفقهي والأصولي.

##### أشهر اساتذة العصر القاجاري
- محمد جعفر الاسترآبادي المعروف بشريعتمدار يعد من كبار مراجع التقليد في طهران، صنف كتاب موائد العوائد في القواعد الأصولية في أربعة آلاف سطر، ومواليد الأحكام في الأحكام الفقهية دراسة مقارنة بين الفقه الإمامي وسائر المذاهب الإسلامية الأربعة.[48]
- الشيخ علي الأسترآبادي ابن الشيخ محمد جعفر الأسترآبادي، كان من تلامذة كل من صاحب الجواهر والشيخ الأنصاري، ويعد من كبار الفقهاء في طهران، ذكر له صاحب الذريعة إلى تصانيف الشيعة أكثر من سبعين مؤلفاً.[49]
- حفيد الشيخ محمد جعفر الأسترآبادي الشيخ عبد النبي بن علي الأسترآبادي المتوفى سنة 1340 هـ ق، كان هو الآخر من فقهاء طهران أسوة بجده وأبيه.[50]
- محمد حسن الآشتياني المتوفى سنة 1319، وأبناؤه، كانوا من أساتذة الفقه والأصول المبرّزين في المدرسة الطهرانية، وكان من المقربين من الشيخ الأنصاري وهو الذي نشر النظريات الأصولية لاستاذه الأنصاري في الوسط العلمي الإيراني.[51] ولعل ذلك هو السبب في اعتباره صاحب المنهجية الحديثة في نشر الفكر الأصولي في طهران.[52] وكانت حلقة درسه من أنشط الحلقات الدراسية وكانت تعج بالطلبة ويحضرها مئات الفقهاء والمجتهدين.[53]
- الحاج الميرزا أبو القاسم كلانتر الطهراني، هو الآخر من مبرزي تلامذة الشيخ الأنصاري ومقرر بحوثه الأصولية، وكان قد تصدّى للتدريس في طهران وكانت حلقة درسه حافلة بالنشاط العلمي والعطاء الفكري.
- الحاج الميرزا أبو الفضل الطهراني ابن الحاج الميرزا أبو القاسم الطهراني، كان في عداد الفقهاء الكبار المهتمين بالبحث الفقهي والأصولي في المدرسة الطهرانية.

1. ومن هؤلاء الفقهاء الكبار الآخوند المولى كاظم المتوفى سنة 1272هـ ق، [54] والحاج المولى علي الكني والمولى نظر علي الطالقاني المتوفى سنة 1306هـ ق.

- ومن المدرسين البارزين في مادتي الفقه والأصول السيد عبد الكريم اللاهيجي المتوفى سنة (1323هـ)، من خيرة تلامذة الشيخ مرتضى الأنصاري، اشتغل بالتدريس في مدرسة مروي بعد العودة إلى طهران بإرشاد من الشيخ الأنصاري واصرار من الحاج المولى علي الكني.
- ومنهم السيد إبراهيم بن السيد علي أصغر الحسيني الطهراني من تلامذة الميرزا الشيرازي؛ ومنهم ولده السيد محمد صادق الطهراني الذي يُعد من أبرز المدرسين في وقته.[55]
- الشيخ فضل الله النوري المتوفى سنة 1327، من تلامذة الميرزا الشيرازي في سامراء، كان فقيهاً متضلعاً ومن خيرة أستاتذة المدرسة الطهرانية. وقد أبهرت حلقات درسه الكثير من الطلاب وجلبت إليها جماً غفيراً منهم وكانت مشحونه بالطلاب، بل حضر درسه الكثير من المجتهدين.[56]
- ومن المراجع والفقهاء المعاصرين للشيخ فضل الله نوري السيد جمال الدين افجه أي المتوفى سنة 1330 الذي كان يعقد حلقات درسه في بيته عند طلوع الفجر وكان يحضر تلك الدروس- تبركا- والد الآقا بزرك الطهراني.[57]
- الشيخ عبد النبي النوري، كان من مبرزي أساتذة الفقه والأصول، بل ذهب البعض إلى أنه كان أعلم الموجودين في العلوم العقلية والنقلية في المدرسة الطهرانية.[58]
- الشيخ محمد رضا التنكابني المتوفى سنة 1345هـ ق، من تلامذة السيد محمد كاظم اليزدي والآخوند الخراساني، اشتغل بعد رجوعه من النجف بتدريس الفقه والأصول في مرحلتي السطوح والخارج. وقد ذاع صيته واشتهر في طهران حتى عد الناقل لآراء ونظريات الآخوند الخراساني إلى المدرسة الطهرانية.[59] كان من ضمن العلماء الأربعة الذين سمحت لهم السلطة الحاكمة بارتداء زي علماء الدين في طهران بعد أن ضيّقت على الآخرين ومنعتم من ذلك.

##### أشهر الأساتذة في العصر البهلوي
- من أشهر أساتذة طهران وأصحاب الفضل والتعمّق العلمي في الفقه والأصول في العصر البهلوي، السيد صدر الدين بن حسين الجزائري الشوشتري المتوفى سنة 1386هـ ق، من أحفاد السيد نعمة الله الجزائري. سكن طهران بعد أن أخذ العلم في كل من مدينة مشهد والنجف وكربلاء، وكان يؤم المصلين في مسجد سوق محلة عباس آباد ويلقي الدروس هناك.[60]
- الشيخ محمد تقي الآملي المتوفى سنة 1391ق- 1350 هـ ش، من تلامذة الشيخ عبد النبي النوري والميرزا حسن الكرمانشاهي في طهران، ثم التحق بمدرسة الآقا ضياء العراقي والميرزا النائيني والسيد أبو الحسن الأصفهاني في النجف الأشرف. كما تلمذ ونهل من نمير علم السيد علي القاضي الطباطبائي. كان من وجوه علماء المدرسة الطهرانية في العصر البهلوي. ألقى دروسه في مرحلتي السطوح والخارج فضلا عن درس الفلسفة. من مؤلفاته الفقهية المشهورة كتاب مصباح الهدى في شرح العروة الوثقى.[61]
- ومن الفقهاء الكبار الذين لهم رسالة عملية في العصر البهلوي الثاني السيد أحمد الخوانساري المتوفى سنة 1363هـ ش، خريج مدرسة أصفهان والنجف وقم ومن مبرزي تلامذة الشيخ الحائري في كل من مدينة آراك وقم. انتقل في زمن مرجعية آية الله السيد البروجردي وبأمر منه إلى طهران وذلك سنة 1330 هـ ش، وشرع بتدريس الفقه والأصول في مسجد السيد عزيز الله الواقع في السوق الكبير، فضلا عن تصديه لإمامة الصلاة في المسجد المذكور. حضر حلقة درس السيد الخوانساري الكثير من الفضلاء، ومن مؤلفاته القيمة كتاب جامع المدارك في شرح مختصر النافع.[62]

ومن متأخرى مراجع التقليد القاطنين في طهران آية الله مجتبى الطهراني.

#### التفسير
يمكن توزيع نشاط المدرسة الطهرانية في مجال القرآن الكريم على:
1. تأليف الكتب التفسيرية، وتدريس علم التفسير والعلوم القرآنية الأخرى، وعقد جلسات العامّة بمحورية القرآن لتوفير الأرضية المناسبة أمام عامّة الناس للاستفادة من القرآن الكريم.
2. تعود جذور الاهتمام بالشأن القرآني في المدرسة الطهرانية إلى العقود الأولى من تأسيسها. فكان المولى محمد رضا الهمداني المتوفى سنة 1247هـ ق قد صنف كتاب الدّر النظيم في تفسير القرآن الكريم.[63]
3. وكان محمد جواد الاسترآبادي شريعتمدار، من مدرسي ومفسري القرآن الكريم في المدرسة الطهرانية. ومن مؤلفاته القرآنية: دلائل المراد في تفسير آيات الأحكام.[64] حاشة على تفسير البيضاوي، [65] مظاهر الأسرار، ومشكلات القرآن.[66] وكان لولده علي مجموعة من المصنفات التفسيرية.[67]
4. الميرزا محدئ علي الدربندي المشهور بكاظم بك، مدرس الخط العربي في بعض مدارس بطرسبورغ، صنف تفسيراً للقرآن الكريم تحت عنوان «مفتاح كنوز القرآن» وهو كتاب ألّفه فارسي في كشف الآيات القرآنية، كتبه باسم السلطان ناصر الدين بن محمد شاه القاجاري، وطبع في بطرسبورغ سنة 1276.[68]
5. الشيخ المولى آقا الطهراني (سنة 1294هـ) من مفسري المدرسة الطهرانية، له كتاب مفصل البيان في علم القرآن، تفسير فارسي، ترجمة وشرحا لتفسير مجمع البيان لعلوم القرآن لأبي علي الطبرسي.[69]
6. الحاج المولى علي الكني هو الآخر صنف كتاباً تحت عنوان "إيضاح المشتبهات" في تفسير الكلمات المشكلة القرآنية. وللمولى محمد تقي الكاشاني المتوفى سنة 1321هـ ق كتاب تحت عنوان توضيح الآيات.[70]
7. في تلك الفترة صنف السيد محمد علي شاه عبد العظيمي المتوفى سنة 1334هـ ق كتاب منتخب التفاسير.[71]
8. وكان للشيخ محمود الطهراني مساهمة قرآنية من خلال كتابه الموسوم بـ خلاصة التفاسير الذي كتبه في طهران سنة 1352هـ ق . جعل تفسير الآيات في الصفحة المقابلة لها.[72] مما عد في وقته عملا إبداعياً.
9. وكتب تلميذ الميرزا الشيرازي السيد علي لاريجاني الحائري المتوفى سنة 1353هـ ق تفسيراً باللغة الفارسية تحت عنوان «مقتنيات الدرر وملتقطات الثمر» في اثني عشر مجلداً كتبه سنة 1312هـ ق وطبع ما بين سنة 1377 و1381هـ ق .[73]
10. في تلك الفترة تصدى كل من الشيخ جعفر اللنكراني المتوفى 1322هـ ق تلميذ الميرزا النائيني، والميرزا أحمد اليمني المولود سنة 1320هـ ق لعقد حلقات تفسير القرآن الكريم.[74]
11. آية الله محمد علي الشاه آبادي المتوفى سنة 1369هـ ق هو الآخر يعد من الباحثين في المجال القرآني يشهد على ذلك كتابه «القرآن والعترة».[75]
12. الميرزا محمد مهدي إلهي قمشه أي المتوفى سنة 1393هـ ق كانت له فضلا عن عطائه الفلسفي مساهمات قرآنية حيث كان يقيم دروساً في تفسير القرآن الكريم.[76] وله تعليقات وحواش قيمة على تفسير أبي الفتوح الرازي.[77]
13. الميرزا أبو الحسن الأشعري المتوفى 1393هـ ق/1352 هـ ش، كانت له فضلا عن دروسه الفقهية والكلامية وفي علوم أخرى، مساهمات قرآنيه تدرجه ضمن الباحثين القرآنيين فهو فضلا عن دروسه التفسيرية التي كان يقيمها شارحا لمجمع البيان، قام بدراسات وتحقيقات على الصعيد القرآني يقع في مقدمتها تصحيح ونقد كتاب تفسير أبي الفتوح الرازي، فضلا عن كتابه نثر طوبى في شرح وبيان مفردات القرآن الكريم.[78]
14. ومن أبرز مفسري تلك المرحلة السيد كاظم الكلبايكاني الذي يعد من خيرة تلامذة الحائري.[79]

### المدرسة البغدادية وعقد الحلقات التفسيرية
كانت تلك الحلقات والمجالس التفسيرية تعقد قبيل انطلاق الثورة الإسلامية سنة 1357 هـ ش[1979م] في جامعات طهران ومساجدها لغرض توعية الجماهير وتوفير الأرضية أمام عموم الناس لاغتنام الفرصة والتعرف على مفاهيم القرآن الكريم وعلومه السامية، فقد تصدى كل من الشهيد مرتضى المطهري (استشهد سنة 1358 هـ ش[1980م]) والسيد محمود الطالقاني المتوفى سنة 1358هـ ش[1979م]، لعقد تلك الحلقات. وكان للميرزا محمد الثقفي (المتوفى سنة 1405 هـ) من تلامذة الشيخ عبد الكريم الحائري اليزدي والسيد أبو الحسن الأصفهاني، تفسير فارسي تحت عنوان «روان جاويد».

### العلوم الأخرى
لم تقتصر الدراسة في المدرسة الطهرانية- شأن سائر المدارس الشيعية- على العلوم الدينية الصرفة، بل تصدت لتدريس بعض العلوم التطبيقية كالطب والرياضيات والجبر والهيئة و... ومن نماذج ذلك العطاء:
- كان المولى علي محمد الأصفهاني المعروف بغياث الدين جمشيد الثاني المتوفى سنة 1293هـ ق من أبرز أساتذة مادة الرياضيات في المدرسة الأصفهانية، وكان قد انتقل إلى طهران سنة 1274هـ ق بطلب من وزير العلوم حينها السيد علي قلي ميرزا اعتضاد السلطنة للتدريس في دار الفنون بطهران. وله مصنفات في خواص الأعداد واللوغارتيمات والكيماء. من أشهرها كتابه تكملة العيون في الجبر والمقابلة.[80]
- الميرزا لطف علي صدر الأفاضل المتوفى سنة 1310هـ ق، من خريجي مدرسة سبهسالار وتلامذة كل من أبو الحسن جلوه والشيخ علي النوري، كان ضليعا بالهندسة وعلم الاسطرلاب والنجوم.[81]
- أبو القاسم النائيني والمعروف بسلطان الحكماء (1245- 1322هـ) تصدى لتدريس الطب في دار الفنون. وكان الطبيب الشخصي للسلطان ناصر الدين شاه، صنف كتابه الموسوم بناصر الملوك في الطب.[82]
- الميرزا محمد جواد النهاوندي المتوفى سنة 1332 أو 1334هـ ق، المعروف بجهان بخش، من مبرزي علماء الهيئة والرياضيات. تلمذ في الفقه والأصول على يد الميرزا محمد حسن الآشتياني، وفي الرياضيات على يد الميرزا عبد الكريم النهاوندي. وكان لسنين طويلة المسؤول عن تنظيم التقويم السنوي[النجومي]، له مصنفات في الأعداد والنجوم والزيج.[83]
- الميرزا إبراهيم الزنجاني المتوفى سنة 1351هـ ق الفقيه والحكيم والرياضي المعروف، تلمذ على يد الميرزا محمد حسن الآشتياني في العلوم النقلية، وعلى الميرزا أبو الحسن جلوة في العلوم العقلية، كان أستاذاً ضليعا في الرياضيات، وتصدّى للتدريس في كل من مدرسة الإمام زاده زيد ومدرسة المنيرية. له فضلا عن مصنفاته في الرياضيات كتاب في ردّ الفرقة البابية. انتقل إلى زنجان في السنين الأخيرة من عمره.[84]
- الميرزا محمد طاهر التنكابني (المتوفى سنة 1360هـ ق/ 1320 ش) كان متبحراً فضلا عن العلوم العقلية والنقلية بالرياضيات والطب، وقد تصدى لتدريس كتاب القانون لأكثر من دورة وله عليه تعليقات وحواش قيمة.[85]
- السيد حسن طبيب الجبرسري (المتوفى سنة 1360) تلمذ على يد السيد جلوه والسيد محمد تقي التنكابني، وكان متخصصا بالطبابة ومتقنا للغتين العربية والفرنسية.

من مصنفاته كتاب الأمراض وعلم الكيماء أو الصناعات الكيمياوية.
- الميرزا حبيب الله العراقي الطهراني، الشهير بذي الفنون الطهراني (المتوفى سنة 1367) تلمّذ على يد كل من الميرزا حبيب الله الرشتي وفاضل الشربياني والميرزا خليل الطهراني، كان من أساتذة الرياضيات متبحرا بالجبر والهندسة والهيئة والاسطرلاب، وقد تلمذ عليه كل من الشيخ محمد حسين الكيشوان، والشيخ محمد السماوي، والشيخ إسماعيل الطهراني والشيخ أبو الحسن الشعراني.[87]
- الشيخ محمد تقي الآملي، خاض إبان دراسته في كل من كتاب خلاصة الحساب للشيخ البهائي، والهيئة للقوشجي وشرح الجغميني وشرح بيست باب للمظفر وتحرير أقليدس.[88] ومن أساتذة الرياضيات الميرزا مهدي الآشتياني (المتوفى سنة 1372هـ) والميرزا أحمد الآشتياني (المتوفى سنة 1395هـ).
- أبو الحسن الشعراني، هو الآخر من أساتذة الطب القديم والرياضيات، وقد التحق بوصية من السيد حسن مدرس بمدرسة سبهسالار لتدريس مادة الرياضيات فيها، وكان يدرس كتاب القانون لابن سينا وشرح الأسباب في الطب القديم. أخذ عنه الشيخ حسن حسن زادة آملي الطب وعلم النجوم القديمة.[89]

## المدرسة الطهرانية والتحولات الحديثة
كانت طهران منذ العصر القاجاري وما تلاها من السنين تمثل الساحة التي واجه فيها الإيرانيون شتّى مظاهر الثقافات والرؤى والأفكار للحضارة الغربية، واختلطت مع الكثير من الاتجاهات والمذاهب الفكرية والثقافية والفنية والسياسية والاجتماعية. الأمر الذي اقتضي رصد موقف الحوزة العلمية من هذه المشكلة المستجدة لمعرفة الدور الذي لعبته المدرسة الطهرانية على هذا الصعيد وتأثرها بهذا الانفتاح الذي عاشته طهران.
ومن هنا نرى نشاط المدرسة الطهرانية على مستوى التبليغ الشفاهي والمدوّن، في ايجاد مدارس حديثة ومساعدتها في المهمة الملقات على عاتقها، فضلا عن النشاط الثقافي والسياسي والاجتماعي والتنظيمي الذي قامت به من ثورة التنباك والمشروطة وحتى قيام الثورة الاسلامية الإيرانية.

### مرحلة التبيلغ المباشر
قامت المدرسة الطهرانية وانطلاقا من رصدها للواقع الاجتماعي والثقافي الجديد لمدينة طهران، بتقييم طريقة التعامل المثلى والموضوعية مع هذا الواقع ووضع خطط مدروسة وضرورية لاستغلال المنابر التبليغية على الوجه الأمثل وبطريقة علمية وذلك من خلال تربية جيل من الخطباء والوعاظ البارزين الذين تمكنوا فيما بعد من الهيمنة على الساحة الإرشادية والخطب المباشرة في طهران وسائر المدن الإيرانية وخاصة في شهري محرم ورمضان.

#### أشهر الخطباء
يمكن الإشارة من بين مئات الخطباء البارزين على الساحة الطهرانية إلى كل من:
- المولى فيض الله الدربندي إمام جامع مسجد سقاباشي، كان خطيباً شجاعاً مفوهاً بعيداً عن المحاباة والمجاملات مع السلطة، ولم تتحمل حكومة ناصر الدين شاه النقود التي كان يوجهها إليها فقامت بإبعاده من طهران.[90]
- المولى آقا الدربندي المشهور بالفاضل الدربندي المتوفى سنة 1285 أو 1286هـ)، كان فقيهاً رجالياً لامعاً من مؤلفاته خزائن الأحكام واسرار الشهادة، كانت مجالسه عامرة وكان صريحا في الامر بالمعروف والنهي عن المنكر.[91]
- ومن الوعّاظ المشهورين في تلك البرهة المولى باقر واعظ الطهراني (المتوفى 1313هـ) صاحب الخصائص الفاطمية.[92] والمولى إسماعيل واعظ السبزواري (المتوفى 1312هـ)، [93] والشيخ عباس النهاوندي المتوفى سنة 1311هـ ق تلميذ الشيخ مرتضى الأنصاري وإمام مسجد الدانجي. ومنهم الميرزا محمد رضا الهمداني الطهراني (المتوفى 1318هـ).

ومن الوعّاظ البارزين في طهران محمد رضا الطهراني الذي عرف بتصديه للاتجاهات المنحرفة كالشيخية. كان واعظا مبرزا وخطيبا مفوها وكان يحضر مجالسه الكثير من الناس بما فيهم بعض العلماء والمجتهدين. وكان يحضر مجلس الفقيه والمفسر وصاحب المؤلفات الكثيرة الخطيب السيد ريحان الله البروجردي المعروف بـ كشفي (المتوفى سنة 1328ه) جمع غفير من العامة ورجال العلم والخواص.

#### أبرز وعاظ وخطاب المدرسة الطهرانية
اشتهر من بين الوعاظ والخطباء في المدرسة الطهرانية كل من: محمد علي المعروف بالفاضل الهزارجريبي (المتوفى سنة 1334هـ)،  والعالم الطهراني القدير عيسى جاله ميداني (المتوفى سنة 1339هـ) ، والشيخ محمد واعظ الطهراني المقلب بسلطان المتكلمين مؤلف كتاب بشارات الأمّة وزبدة المآثر (المتوفى 1353هـ) ، وسلطان الواعظين الشيرازي (المتوفى 1391هـ)، والشيخ محمد حسين زاهد فصيح الزمان الشيرازي، والميرزا عبد الله الصبوحي (المتوفى 1370هـ) ، والسيد صادق الطهراني (المتوفى 1370هـ) ، والشيخ عباس الطهراني (المتوفى 1344ش)، والمجتهد الكبير في المدرسة الأصفهانية الميرزا علي هسته أي (المتوفى 1347ش)، والشيخ حسين خندق آبادي (المتوفى 1345هـ)، ومحمد إبراهيم آيتي (المتوفى 1340ش) والشهيد مرتضى المطهري، وحسين علي راشد تربتي (المتوفى سنة 1358ش)، وصدر البلاغي (المتوفى 1373ش) ومحمد تقي فلسفي (المتوفى 1377ش) الخطيب المعروف ومؤلف كتاب «الطفل بين الوراثة والتربية» والذي عمّت شهرته أرجاء طهران وجميع المدن الإيرانية بل تعدى صيته حدود إيران.

#### إقامة مجالس الحوار
لم يقتصر نشاط علماء طهران على الجانب التبليغي المباشر وإلقاء الخطب وإقامة مجالس الوعظ والإرشاد، بل كانت لهم مناظرات وحوارات مع المخالفين تصدوا فيها للحملات التبليغية والنقدية التي وجهت سهامها نحو الدين الإسلامي السامي من خلال إثارة الشبهات وطرح الإشكالات وخاصة ما يقوم به المبشرون النصارى في طهران. وقد نجحوا خلال تلك المناظرات تفنيد جميع ما أثير حول الدين فضلا عن المدونات التي صنفوها في هذا الخصوص. نشير هنا إلى نماذج من هؤلاء الأعلام:
1. رائد الحركة الحوارية في إيران الشيخ محد رضا بن محمد أمين الهمداني (المتوفى 1247) الذي عقد الكثير من الحوارات والمناظرات مع أتباع الأديان والمذاهب الأخرى، وقد صنف كتابه الموسوم بـ«مفتاح النبوة، وإرشاد المضلّين» في الرد على كتاب ميزان الحق للمستشرق المسيحي هنري مارتين.[101]
2. السيد علي بن حسين الحسيني الطهراني (المتوفى حدود 1306) زميل الميرزا النائيني في الدرس وتلميذ الشيخ مرتضى الأنصاري في النجف الاشرف، والذي عمد بعد رجوعه إلى طهران إلى ترجمة كتاب «منقول رضائي» للشيخ محمد رضا جديد الإسلام اليزدي الذي كتبه في عصر السلطان فتح علي شاه، وأطلق على الترجمة عنوان «إقامة الشهود في ردّ اليهود» مضيفا إليها الكثير من الأبحاث والتعليقات المهمة.[102]
3. الميرزا أبو الفضل النوري، المعروف بـ «فخر الإسلام»، فانه بعد تركه المسيحية واعتناقه للإسلام، قام بعقد جلسة حوارية أسبوعية في دار السيد محمد صادق الطباطبائي يحضرها بعض العلماء المسلمين حيث يرد خلالها على الشبهات المثارة. وقد صنف فخر الإسلام مجموعة من الكتب في نقد المسيحية.[103]

#### الآثار المدوّنة
كان لعلماء المدرسة الطهرانية فضلا عن مساهماتهم الإرشادية والوعظ والخطابة المباشرة مساهمات مشهودة في مجال التدوين والتأليف، حيث توزعت مؤلفاتهم إلى صنفين، روعي في كلاهما نوع المخاطب من جهة والتخصص من جهة أخرى، فجاء البعض منها بلغة يفهمها عموم المخاطبين ودوّنت باللغة الفارسية، فيما اختص الصنف الثاني بلغة تخصيصية صرفة، ودونت في الغالب باللغة العربية كالمؤلفات التي عالجت قضايا فقهية أو في مجال أصول الفقه و... نشير هنا إلى باقة من ذلك العطاء المدوّن:
1. الشيخ هادي النجم آبادي، مؤلف كتاب تحرير العقلاء، حاول من خلاله فضلا عن تنزيه الدين عن الخرافات، دعوة الناس إلى الإنصاف والتعقّل مع بيان حقيقة دعوة الانبياء والقرآن الكريم، مع ردّ بعض الفرق المبتدعة في عصره.
2. الحاج مهدي سراج الأنصاري (المتوفى 1340ش) ابن الميرزا عبد الرحيم الكليبري الأنصاري، فقد كان من الكتّاب الذين تصدوا منذ العقد الثالث من القرن الثالث عشر الهجري الشمسي (1320 ش) لحركة التحريف والتضليل والتركز على مناقشة ما يثيره المؤلف أحمد كسروي؛ ومن جملة مؤلفاته: نبرد با بى دينى= المواجهة مع الإلحاد، دين چيست وبراى چيست؟= ما هي حقيقة الدين ولماذا التدين؟، در پيرامون ماترياليسم = دراسة في المادية، خرد چيست وخردمند كيست= ما العقل وما حقيقة العاقل.[104]
3. أبو الفضل الخراساني (المتوفى 1391هـ) من تلامذة الشيخ عبد الكريم الحائري اليزدي، قام فضلا عن مساهماته الوعظية والخطابية بتدوين رسالة مفصّلة حول ضرورة الحجاب الشرعي تحت عنوان «أحسن الحكايات في حجاب السافرات» كتبه بأسلوب شيّق وبيان جذّاب.[105]
4. الميرزا أحمد الآشتياني، ابن محمد حسن الآشتياني، له أكثر من مائة وستين مصنفاً في شتى العلوم الدينية، وله مصنفات كتبها باللغة الفارسية.
5. الشيخ ذبيح الله محلاتي، كتب في تاريخ أئمة أهل البيت وكبار أعلام الشيعة، أشهرها كتابه «رياحين الشريعة در مآثر زنان دانشمند شيعة» باللغة الفارسي والذي يعني (رياحين الشريعة في مآثر الفاضلات من نساء الشيعة).
6. حسن فريد الكلبايكاني (المتوفى 1366ش) الذي انتقل من قم إلى طهران سنة 1364 ق، سطر يراعه مجموعة من المصنفات، منها: قانون أساسي اسلام= الدستور الإسلامي؛ تفسير سورة الحشر، ورسالة در ولايت= دراسة حول الولاية.
7. حسين عماد زادة الأصفهاني (المتوفى 1369ش) تمحورت أكثر مصنفاته حول حياة الأئمة عليهم السلام.
8. محمد باقر كمره اي (المتوفى 1374ش) له فضلا عن مصنفاته العربية بعض المصنفات الفارسية كتبها بطريقة سهلة وأسلوب سلس، مع ترجمة مجموعة من المؤلفات الشيعية القديمة إلى الفارسية كآثار الشيخ الصدوق.

#### المدرسة الطهرانية والصحف
لم تنحصر نتاجات المدرسة الطهرانية في الكتب الدينية المدونة باللغة الفارسية بل توسّع نشاطها ليشمل حقل الصحافة الدينية وتأسيس دور نشر صحفية تعنى بالشأن السياسي والاجتماعي والديني ، ولقد انتشرت هذه الظاهرة وتوسّعت منذ عصر المشروطة، منها:
1. مجلة دعوة الحق، صاحب الامتياز الشيخ محمد علي بهجت الدزفولي من تلامذة الآخوند الخراساني صدر العدد الأول منها سنة 1321.هـ ق
2. دعوة الإسلام صاحب الامتياز الخطيب الطهراني المعروف السيد محمد علي الطهراني الجاله ميداني، صدر العدد الأوّل منها سنة 1325هـ ق
3. في نفس السنة أصدر الشيخ فضل الله نوري صحيفة بيّن من خلالها أفكاره والأسباب التي دعته للتصدي للحركة المشروطة.[107]
4. إصدار صحيفة المجلس بأمر من السلطان مظفر الدين شاه وصدر العدد الأوّل منها في الثامن من شوال سنة 1324 هـ ق، وكان مسؤول الصحيفة أحد علماء المدرسة الطهرانية وإمام جمعة طهران الميرزا محسن مجتهد، فيما أنيطت إدارة الصحيفة بالسيد محمد صادق الحسيني الطباطبائي من أعلام المدرسة الطهرانية أيضا.
5. صدور صحيفة الحبل المتين بالتعاون مع كل من الشيخ يحيى الكاشاني من طلاب مدرستي النجف وطهران ومدير صحيفة المجلس.[108]
6. أسس السيد أبو الحسن الطالقاني (المتوفى 1350هـ) والد السيد محمود الطالقاني، صحيفةَ البلاغ وقد حظيت خطوته هذه بمباركة وتشجيع ودعم من السيد أبو الحسن الأصفهاني.[109]
7. وبعد حصول الانفتاح السياسي والاجتماعي المشابه لما حصل في عصر المشروطة وبعد شهر شهريور من سنة 1320هـ ش[1941م]، انتعشت مرّة ثانية حركة الصحافة والمطبوعات فتصدى بعض علماء المدرسة الطهرانية لإصدار نشريات وصحف منها نشرية مجد، ونور دانش من الاصدارات التابعة لاتحاد التبليغ الإسلامي (أسس سنة 1321ش)
8. في تلك البرهة واصل الشيخ مهدي سراج الأنصاري من علماء الحوزة الكتابة والنشر على صفحات أسبوعية آيين إسلام= رسالة الإسلام لمديرها نصرت الله النورياني، وعلى صفحات دنياي اسلام= عالم الإسلام لمديرها السيد محمد علي تقوي.[110]

#### المدرسة الطهرانية والمراكز التعلمية الحديثة
كان لمدرسة طهران وانطلاقا من تجربتها العلمية الطويلة والغنية وتوفر شخصيات علمية ومدرسين بارزين في مجال علوم اللغة والحكمة (الفلسفة) والطب والرياضيات، الدور الكبير في دعم المراكز العلمية الحديثة. وقد تجلّت تلك العلاقة بين المدرسة الطهرانية والمراكز العلمية بالاصرة بينها وبين دار الفنون مرورا بالمدارس المتوسطة والإعدادية وصولا إلى جامعة طهران. وكان العلاقة بدرجة من الوثاقة والشمولية بنحو يمكن نسبة ولادة تلك المراكز العلمية إلى المدرسة الطهرانية نفسها. فقد كانت للعلماء مشاركات كبيرة تمثّلت فضلا عن التدريس وإلقاء المحاضرات بالمساهمة في تأسيس وإنشاء تلك المراكز العلمية. وعلى أقل تقدير لعبوا دور الداعم والمشجع لها، فقد كان الشيخ فضل الله نوري يحثّ الناس الخيّرين على إنشاء وتأسيس مدراس عصرية فضلا عن تقديمه الدعم المباشر لها وكان رائداً في هذا المجال.

##### المدارس العصرية التي أنشأها علماء الدين
هناك مجموعة من المدارس العصرية التي أنشئت من قبل علماء الدين في مدينة طهران، هي:
1. مدرسة القدسية التي بذل جهودا حثيثة لإنشائها إبراهيم اللاريجاني المعروف بسيّد العلماء (المتوفى 1333) وكان من تلامذة الميرزا محمد حسن الآشتياني وأبو الحسن جلوة.[112]
2. مدرسة الإسلام، أسسها السيد محمد الطباطبائي وتصدّى لإدارتها ولده السيد محمد صادق الطباطبائي.[113]
3. مدرسة ضياء الدين درّي كان من فلاسفة المدرسة الأصفهانية.[114]
4. قام الشيخ جواد فومني الحائري (1330- 1384هـ) بتشييد مدرسة نو الابتدائية للبنات (المدرسة العصرية الابتدائية للبنات) ومدرسة نو الابتدائية للبنين ودار لرياض الأطفال وبعض المؤسسات العلمية الأخرى.
5. قام مجموعة من رجال الدين وعلى رأسهم الشيخ علي أصغر كرباسجيان المعروف بالعلامة بتشييد مدرسة علوي سنة 1335 هـ ش. علما أن الشيخ كرباسجيان كان من خريجي مدرستي طهران وقم، ومن ابتكاراته تأليف رسالة توضيح المسائل لآية الهم البروجردي، وأخيراً وليس آخراً المدارس المتعددة التي أنشأها الشيخ عباس علي اسلامي بعد شهريور من سنة 1320هـ ش[1941م] في طهران.

## نشاط المدرسة الطهرانية السياسي
قامت المدرسة الطهرانية- باستثاء بعض رجالين الدين الذين كان لهم موقف سلبي من العمل السياسي والخوض فيه- فضلا عن نشاطها الثقافي والعلمي بنشاط سياسي فاعل في معالجة القضايا السياسية والوطنية والشعبية. فقد كانت لها مساهمات ونشاطات كبيرة في حركة التنباك والرفض الصريح الذي سجله الحاج المولى علي الكني لمنح امتياز رويتر ونهضة تحريم التنباك وصولا إلى المشروطة والمشروعة (الدستورية والمستبدة) وتشكيل جماعة المشروعة بقيادة الشيخ فضل الله نوري، في المقابل قام عدد من طلاب العلوم الدينية ورجال الدين بتشكيل جماعة المشروطة والمشاركة في الانتخابات النيابية ولعب دور فاعل في تصويب القوانين، والتصدي لحركة رضا شاه المناهضة للدين ومساعيه في إقصاء العلماء من الساحة السياسية والثقافية والاجتماعية، فضلاً عن الدور الذي لعبه العلماء في نهضة تأميم النفط، وثورة الخامس عشر من خرداد وتتويج نشاطهم السياسي في دعم الثورة الإسلامية والمساعدة على انتصارها، والمشاركة في الحوادث والوقائع التي حصلت بعد انتصار الثورة.

## المدرسة الطهرانية في العقود الأخيرة
كان لسياسة رضا شاه الإقصائية تجاه الدين الأثر الكبير في أفول نجم الكثير من المدارس وتقهقر أداءها العلمي وتراجع رقيها المعرفي، إلا أن تصدي آية الله السيد البروجردي لأمور المرجعية واهتمامه بشأن الحوزات والمدارس العلمية ساعد في بعث الروح من جديد في جسد تلك المدراس التي كانت شبه خاوية على عروشها، حيث توجه الكثير من المدرسين من المدرسة القمّية صوب المدرسة الطهرانية لإعادة الحياة العلمية فيها من خلال عقد حلقات الدرس والبحث والتحقيق. ويمكن الإشارة هنا إلى أبرز هؤلاء المشايخ والأساتذة الذين سكنوا طهران في العقود التي سبقت انتصار الثورة الإسلامية منشغلين بتدريس مرحلتي السطوح العالية ومرحلة البحث الخارج، منهم:
- الميرزا محمد تقي الآملي.
- الميرزا أبوالحسن الشعراني.
- أبو الحسن رفيعي قزويني.
- الميرزا أحمد الآشتياني.
- الميرزا محمد ثقفي الطهراني.
- آية الله برهان.
- السيد أحمد الخوانساري: الذي كان من مراجع التقليد.
- الميرزا باقر الآشتياني.
- السيد محمد علي السبط.
- السيد حسن شريعتمدار الجهرمي.
- السيد محمد صادق لواساني.
- الشيخ إسماعيل الجابلقي.
- يحيى النوري وعشرات العلماء الآخرين.

## أبرز المدارس الفاعلة
صورة من مدرسة المروي
يمكن الإشارة إلى بعض المدارس الفاعلة في العقود الأخيرة في مدينة طهران فضلا عن مدرستي سبهسالار ومروي، وهي مدرسة قائم جيذر ومدرسة مجتهدي.
1. تكفل السيد علي أصغر هاشميان بتشييد مدرسة جيذر في المنطقة الأولى من مدينة طهران، وكان يحضر الدرس فيها سنة 1345 هـ ش ما يقارب الخمسين طالباً، منهم المجاهد المعروف والثائر الشهير السيد علي اندرزكو.
2. مدرسة مجتهدي، الواقعة في شارع 15 خرداد، وضع حجر الأساس لها سنة 1335 هـ ش، إلى جوار مسجد المولى محمد جعفر أحد مساجد العصر القاجاري؛ وذلك أنه لما انتقل العالم أحمد مجتهدي إلى طهران سنة 1335 من المدرسة القمية إلى طهران بطلب من طائفة من المؤمنين لاعادة النشاط الديني والمعرفي إلى المسجد المذكور وإمامة الجماعة، فلما قام بالمهمة وأعاد الحياة إلى المسجد حوّله إلى مكانٍ لإلقاء دروسه العلمية، ثم قام بشراء الأرض المجاورة للمسجد وضمها اليه كمدرسة علمية عرفت بمدرسة مجتهدي. بلغ عدد طلابها حسب الإحصائية التي قدمها برخوردار فريد [115] ما يقرب من الألف طالب يتناوبون الدراسة فيها في الفترتين الصباحية والمسائية.
3. فضلا عن المدارس الشهيرة التي مرّ ذكرها، هناك العشرات من المدارس العلمية الأخرى المنتشرة في شتى مناطق ومحلات مدينة طهران، بل توجد مدارس نسوية كمدرسة الزهراء وجامعة أمير المؤمنين العلمية التي يعود تأسيسها إلى سنة 1364 هـ ش في مدينتي الري وطهران.

ترتبط المدرسة الطهرانية اليوم بالإدارة المركزية للحوزة القمية المعروفة بـ (شوراي مديريت حوزه علميه قم[شورى إدارة الحوزة العلمية في قم]) ويتم قبول الطلبة فيها عن طريق الاختبار المركزي الذي تقوم به الحوزة العلمية بعد الإعلان عنه في الصحف اليومية. وبعد أن يطوي الطالب مرحلتي المقدمات والسطوح التي تستغرق عادة ما يقرب من العشر سنين يكون قد تأهل لحضور أبحاث الخارج التي تمثل آخر مراحل الدرس الحوزوي لنيل درجة الاجتهاد.

## الهوامش
1. ↑  راجع: نجم الدوله، ص 363
2. ↑  رفيعي، ص 28
3. ↑  سمامي حائري، بزركان رامسر، القسم 1، ص 25، 51؛ سمامي حائري، بزركان تنكابن، ص 25، فلسفي، ص 31
4. ↑  راجع: اعتماد السلطنة، المآثر والآثار، ص 190ـ305
5. ↑  البلاغي، ص 40
6. ↑  الآقا بزرك الطهراني، طبقات: الكرام، قسم 1، ص 253ـ254
7. ↑  كريمان، ص 306
8. ↑  الآقا بزرك الطهراني، طبقات: الكرام، قسم 1، ص 32
9. ↑  بامداد، ج 6، ص 170 والهامش 4
10. ↑  الآقا بزرك الطهراني، طبقات: نقباء، قسم 2، ص 845؛ صدوقي سها، ص 60، 62
11. ↑  يغما، السنة 21، العدد 12، [شهر]اسفند 1347هـ ش، ص 708
12. ↑  الآقا بزرك الطهراني، طبقات: نقباء، قسم 3، ص 1064ـ1065
13. ↑  سلطان زاده، ص 309
14. ↑  طبقات: الكرام، قسم 2، ص 582
15. ↑  بامداد، ج 1، ص 40- 41
16. ↑  الآقا بزرك الطهراني، الذريعة، ج 18، ص 238
17. ↑  شريف رازي، گنجينه دانشمندان، ج 4، ص 506- 507
18. ↑  راجع: بامداد، ج 2، ص 208 والهامش1
19. ↑  شريف رازي، اختران فروزان ري وطهران، ص 122
20. ↑  اعتماد السلطنة، المآثر والآثار، ص 117؛ البلاغي، ص 172- 173
21. ↑  اعتماد السلطنة، 1363ش، ص 117
22. ↑  يادنامه ي آية اللّه سيد رضا فيروز آبادي، ص 14
23. ↑  البلاغي، ص 175
24. ↑  راجع: حسن زاده آملي، ص 203
25. ↑  اعتماد السلطنة، 1363ش، ص 117- 118؛ البلاغي، ص 184
26. ↑  الآقا بزرك الطهراني، طبقات: نقباء، قسم 2، ص 859
27. ↑  اعتماد السلطنة، المآثر والآثار، ص 250؛ شريف رازي، اختران فروزان ري وطهران، ص 115- 116
28. ↑  اعتماد السلطنة، المآثر والآثار، ص 228
29. ↑  اعتماد السلطنة، المآثر والآثار، ص 117؛ البلاغي، ص 180
30. 1 2  اعتماد السلطنة، المآثر والآثار، ص 121
31. ↑  صدوقي سها، ص 61
32. ↑  الآقا بزرك الطهراني، طبقات: نقباء، قسم 2، ص 711؛ الآقا بزرك الطهراني، "شرح زندگي من"، ص 305
33. ↑  اعتماد السلطنة، روزنامه خاطرات اعتماد السلطنة، ص 954
34. ↑  الآقا بزرك الطهراني، طبقات: نقباء، قسم 1، ص 7- 8؛ حبيب آبادي، ج 6، ص 1965- 1966
35. ↑  كريمان، ص 307- 308
36. ↑  كريميان، ص 308
37. ↑  الآقا بزرك الطهراني، الذريعة، ج 4، ص 19
38. ↑  رضوي، ص 109
39. ↑  موسوي طهراني، ص 252
40. ↑  الأمين، ج 10، ص 91
41. ↑  الآقا بزرك الطهراني، طبقات: نقباء، قسم 4، ص 1364
42. ↑  عبرت نائيني، ص 106- 108
43. ↑  الآقا بزرك الطهراني، طبقات: نقباء، قسم 2، ص 508
44. ↑  عاقلي، ج 2، ص 1210
45. ↑  الآقا بزرك الطهراني، طبقات نقباء، قسم 1، ص 210- 211؛ محقق، ص 374
46. ↑  حسيني اشكوري، ج 1، ص 227
47. ↑  حرز الدين، ج 3، ص 12- 13؛ آشتياني، ص 15
48. ↑  الآقا بزرك الطهراني، طبقات: الكرام، قسم 1، ص 255
49. ↑  الآقا بزرك الطهراني: نقباء، قسم 4، ص 1361- 1364
50. ↑  الآقا بزرك الطهراني، نقباء، قسم 3، ص 1243
51. ↑  الأمين، ج 5، ص 37
52. ↑  راجع: اعتماد السلطنة، المآثر والآثار، ص 204
53. ↑  تبريزي خياباني، ص 379؛ موسوعة طبقات الفقهاء، ج 14، قسم 2، ص 655- 657
54. ↑  اعتماد السلطنة، المآثر والآثار، ص 240
55. ↑  الآقا بزرك الطهراني، طبقات: نقباء، قسم 1، ص 18- 19
56. ↑  انصاري، ص 35- 36
57. ↑  الآقا بزرك الطهراني، طبقات: نقباء، قسم 1، ص 315- 316
58. ↑  راجع: حسن زاده آملي، ص 196
59. ↑  فلسفي، ص 31، 54؛ فقيه پارسا، دفتر1، ص 13
60. ↑  شريف رازي، اختران فروزان ري وطهران، ص 237- 239
61. ↑  آملي، ص27- 30؛ موسوعة طبقات الفقهاء، ج 14، قسم 2، ص637- 638
62. ↑  ريحان يزدي، ص490؛ انصاري قمي، ص78- 81
63. ↑  الآقا بزرك الطهراني، الذريعة، ج 8، ص 83
64. ↑  الآقا بزرك الطهراني، الذريعة، ج 8، ص 252
65. ↑  الآقا بزرك الطهراني، الذريعة، ج 6، ص 41
66. ↑  الآقا بزرك الطهراني، طبقات: الكرام، قسم1، ص256
67. ↑  الآقا بزرك الطهراني: نقباء، قسم 4، ص 1363
68. ↑  الآقا بزرك الطهراني، الذريعة، ج21، ص345
69. ↑  الآقا بزرك الطهراني، طبقات: الكرام، قسم1، ص 152؛ الآقا بزرك الطهراني، الذريعة، ج 21، ص370
70. ↑  الآقا بزرك الطهراني، الذريعة، ج 7، ص220
71. ↑  راجع: الآقا بزرك الطهراني، ج 22، ص 386
72. ↑  الآقا بزرك الطهراني، الذريعة ج 7، ص220
73. ↑  الآقا بزرك الطهراني، الذريعة، ج 22، ص 35؛ الآقا بزرك الطهراني، طبقات: نقباء، قسم 4، ص 1422
74. ↑  شريف رازي، آثار الحجة، ج 2، ص 242- 243، 245- 246
75. ↑  الآقا بزرك الطهراني، الذريعة، ج 17، ص 59
76. ↑  حسن زاده آملي، ص 232
77. ↑  الآقا بزرك الطهراني، الذريعة، ج 7، ص 95- 96
78. ↑  مجموعه آثار عصار، ص 305- 559
79. ↑  راجع: غفاري، ص 4
80. ↑  اعتماد السلطنة، المآثر والآثار، ص 268؛ حبيب آبادي، ج 2، ص 553- 554
81. ↑  قزويني، ج 8، ص 199
82. ↑  حبيب آبادي، ج 4، ص 1248- 1249
83. ↑  الآقا بزرك الطهراني، طبقات: نقباء، قسم 1، ص 318
84. ↑  الآقا بزرك الطهراني، طبقات، قسم 1، ص 7- 8
85. ↑  حبيب آبادي، ج 7، ص 2301
86. ↑  سمامي حائري، بزرگان رامسر، بخش 1، ص 51- 53
87. ↑  الآقا بزرك الطهراني، طبقات: نقباء، قسم 1، ص 355- 356
88. ↑  راجع: آملي، ص 20
89. ↑  حسن زاده آملي، ص 134، 288
90. ↑  أمين الدولة، ص150
91. ↑  الآقا بزرك الطهراني، طبقات: الكرام، قسم1، ص152- 153
92. ↑  راجع: تبريزي خياباني، ص359- 367
93. ↑  بامداد، ج1، ص143- 144
94. ↑  الآقا بزرك الطهراني، طبقات: نقباء، قسم2، ص 764- 765
95. ↑  الآقا بزرك الطهراني، طبقات، قسم2، ص791
96. ↑  الآقا بزرك الطهراني، طبقات، قسم 4، ص 1321
97. ↑  الآقا بزرك الطهراني، طبقات، قسم 4، ص 1638
98. ↑  تبريزي خياباني، ص 367- 368
99. ↑  فلسفي، ص 62
100. ↑  الآقا بزرك الطهراني، طبقات: نقباء، قسم 2، ص 858- 859
101. ↑  آقا بزرك الطهراني، الذريعة، ج 21، ص 352؛ آقا بزرك الطهراني، طبقات: الكرام، قسم 2، ص 549؛ موسوعة طبقات الفقهاء، ج 13، ص 584
102. ↑  راجع: جديد الاسلام يزدي، ص3- 4، 11
103. ↑  ناظم الاسلام كرماني، القسم 1، ص 161
104. ↑  105. راجع: جعفريان، ص 113- 123
105. ↑  خراساني، مقدمه جعفريان، ص 757- 758
106. ↑  راجع: جمال واعظ، ص 12
107. ↑  رابينو، ص 156
108. ↑  ناظم الاسلام كرماني، بخش 1، ج 2، ص 469- 473
109. ↑  راجع: حوزه، السنة 8، العدد 4، [شهري] مهر وآبان 1370، ص 73- 76
110. ↑  جعفريان، ص 27- 39
111. ↑  معارف، ش 10، 15 ذي الحجة 1316هـ ق، ص 3
112. ↑  راجع: المستوفي، ج 2، ص 21
113. ↑  راجع: ناظم الاسلام كرماني، بخش 1، ص160- 161
114. ↑  القرقاني، ص 120- 121
115. ↑  فريد، ص 59